# Research on Steiner Education
Research on Steiner Education («RoSE» — исследования по вальдорфской педагогике) — межпредметный журнал, целью которого является фундаментальные исследования и эмпирический вклад в развитие педагогики Рудольфа Штейнера.

## Направление
Этот журнал публикует тематические статьи, направленные на диалог между академической школой и учёными, тема которого — воспитание, искусство, философия и теория общества.
Открытый доступ издания «RoSE» выпускается на двух языках (английском и немецком). Два издания в год позволяют исследовать все вопросы по вальдорфской педагогике, причём особый интерес направлен на критически конструктивный диалог.
Нацелен этот журнал на группу практиков и учёных, занимающихся исследованием вальдорфской педагогики и заинтересованы в дискуссиях на эту тему. Если один из выпусков не тематичен, журнал «Rose» предлагает дискуссию по философским, психологическим и социальным вопросам. В рубрике «Вклад в эмпирические исследования» открывается шанс представить результаты исследований.
«RoSE» стремиться к высокому академическому уровню.
Все статьи проходят коллегиальную проверку.

## Руководители издательства
Издателями являются два академических института: «Аланус» Институт искусства и общества в Альфтэр / Бонн (Германия) и Рудольф Штейнер университет / колледж в Осло (Норвегия).

### Издатели
- Проф. др. Йост Ширен (Альфтер)
- Проф. др. Марсело да Вейга (Альфтер)
- Проф. др. Бо Далин (Осло / Карлштад)
- Ассистент проф. др. Аксель Хуго (Осло)

### Редакция
- Английской версии: проф. др. Бо Далин (Осло / Карлштад)
- Немецкой версии: др. Аксель Фёллер-Манчини (Альфтер)

## Периодичность
— два раза в год (указано на сайте)